# Vyšné Nemecké
Vyšné Nemecké (in ungherese: Felsőnémeti) è un comune della Slovacchia facente parte del Distretto di Sobrance, nella regione di Košice. La prima notizia certa del paese risale al 1372.